# 不当表示
不当表示（ふとうひょうじ）とは、一般的には不当景品類及び不当表示防止法（景品表示法）4条各号に該当するものである。不当表示に該当する表示をすることは禁止されている。

## 表示
景品表示法における「表示」とは、「顧客を誘引するための手段として、事業者が自己の供給する商品又は役務の内容又は取引条件その他これらの取引に関する事項について行う広告その他の表示であって、内閣総理大臣が指定するもの」（景表法2条4項）をいう。

## 優良誤認表示
優良誤認表示とは、品質等の内容についての不当表示であり、「商品又は役務の品質、規格その他の内容について、一般消費者に対し、実際のものよりも著しく優良であると示し、又は事実に相違して当該事業者と同種若しくは類似の商品若しくは役務を供給している他の事業者に係るものよりも著しく優良であると示す表示であって、不当に顧客を誘引し、一般消費者による自主的かつ合理的な選択を阻害するおそれがあると認められるもの」（景表法4条1項1号）をいう。
「著しく」とは、「誇張・誇大の程度が社会一般に許容されている程度を超えていること」をいい、その程度を超えているかは「当該表示を誤認して顧客が誘引されるかどうか」で判断され、「その誤認がなければ顧客が誘引されることは通常ないであろうと認められる程度に達する誇大表示」であれば、優良誤認表示に当たると解されている。
- 例：肌掛布団の通信販売で、中綿が糸くず等であるにもかかわらず「真綿100％」と表示した場合（日本文化センター事件[2]）

## 有利誤認表示
有利誤認表示とは、取引条件についての不当表示であり、「商品又は役務の価格その他の取引条件について、実際のもの又は当該事業者と同種若しくは類似の商品若しくは役務を供給している他の事業者に係るものよりも取引の相手方に著しく有利であると一般消費者に誤認される表示であって、不当に顧客を誘引し、一般消費者による自主的かつ合理的な選択を阻害するおそれがあると認められるもの」（景表法4条1項2号）をいう。
「著しく有利であると一般消費者に誤認される」とは、「当該表示によって販売価格が実際と異なって安いという印象を一般消費者に与えること」をいう。その判断基準は、「当該表示が、一般的に許容される誇張の程度を超えて、商品又は役務の選択に影響を与えるような内容か否か」とされる。
有利誤認表示となる例として、自己の販売価格に、それよりも高い他の価格（比較対照価格）を併記して表示（二重価格表示）する場合がある。二重価格表示が適正に行われていない場合、有利誤認表示にあたる。
- 例：衣料品店が、通常45,000円で販売している商品について、「紳士スーツ 当店通常価格58,000円の品 40,000円」と表示した場合[3]
- 例：調査機関の調査等の根拠も無く「関西で唯一」「関西初」「西日本唯一」「西日本初」等と表示した場合

## 内閣総理大臣の指定
優良誤認表示、有利誤認表示のほか、「商品又は役務の取引に関する事項について一般消費者に誤認されるおそれがある表示であって、不当に顧客を誘引し、一般消費者による自主的かつ合理的な選択を阻害するおそれがあると認めて内閣総理大臣が指定するもの」（景表法4条1項3号）も不当表示の類型となっている。かつては、「公正取引委員会が指定するもの」と規定されていた。現在は、以下の表示について指定されている。
- 商品の原産国に関する不当な表示
- 無果汁の清涼飲料水等についての表示
- 消費者信用の融資費用に関する不当な表示
- おとり広告に関する表示
- 不動産のおとり広告に関する表示
- 有料老人ホームに関する不当な表示

## 違反に対する措置
内閣総理大臣は、不当表示の禁止に違反する行為があった場合、当該事業者に行為の差止め等の必要な事項を命じることができる（景表法7条1項）。この命令に違反した場合、2年以下の懲役又は300万円以下の罰金（情状によりこれらの併科）に処される（景表法36条）。 また、都道府県知事は、当該行為の取りやめ等の事項を指示することができる（景表法33条11項）。